# سیارک ۱۶۹۴۷
سیارک ۱۶۹۴۷ (به انگلیسی: 16947 Wikrent، نامگذاری:1998HN80) شانزده هزار و نهصد و چهل و هفتمین سیارک کشف شده‌است که در ۲۱ آوریل ۱۹۹۸ کشف شد.
قدر مطلق سیارک برابر ۱۲.۳ است.